# 巴尔多维尼奥
巴尔多维尼奥（西班牙語：Valdoviño），是西班牙加利西亚自治区拉科鲁尼亚省的一个市镇。总面积约88km², 总人口6594人（2017年），人口密度75人/km²。

## 人口
| 巴尔多维尼奥历史人口变化图                                 |
|                                                            |
| 来源：西班牙国家统计局（1900-1991年，实际人口）（2000年-） |